# The Amps
Pour les articles homonymes, voir Amps.
The Amps est un groupe américain de rock alternatif, de Dayton, dans l'Ohio. Il s'agit d'un projet parallèle de Kim Deal, en marge des Breeders (ce dernier étant lui-même né en marge des Pixies). Le groupe est formé en 1995, année de sortie de leur unique album Pacer et depuis un retour d'activité des Breeders en 1997, Kim Deal n'a pas fait évoluer ce projet davantage : le groupe est donc en hiatus depuis de nombreuses années.

## Biographie

### Prémices
Entre 1986 et 1992, Deal est membre des Pixies et depuis 1989, des Breeders. En août 1993, les Breeders publient leur deuxième album, Last Splash, certifié disque de platine aux États-Unis, disque d'or au Canada, et disque d'argent au Royaume-Uni. Les autres membres du groupe à cette période étaient la sœur jumelle de Kim, Kelley Deal, Josephine Wiggs et Jim Macpherson. À la fin 1994, après deux ans de tournées et d'enregistrements, et culminant à la tournée au Lollapalooza, les membres, épuisés, décident de faire une pause et de se retirer des Breeders, mais cette pause s'avérera plus longue que prévu. Kelley est appréhendée pour ventes de drogues à la fin 1994 et passera son temps en cure de désintoxication, pendant que Wiggs s'implique dans d'autres projets musicaux à New York, comme des collaborations avec les membres de Luscious Jackson,.
Entretemps, Kim Deal continue d'enregistrer. Dans un premier temps, elle visualise la sortie d'un premier album solo, sur lequel elle jouerait tous les instruments. Pendant l'enregistrement de démos, elle demande à Kelley d'en jouer un peu pour la maintenir occupée, afin qu'elle ne retombe pas dans la drogue,. Depuis l'arrivée de Kelley, Deal décide de ne rien faire en solo, et forme un nouveau groupe. Elle recrute Macpherson à la batterie, Luis Lerma, basse, et Nate Farley, guitare,. Plus tard, Kelley abandonne le projet pour profiter pleinement de sa sobriété, et emménage à Saint Paul (Minnesota),. Pour rire, Deal se surnomme Tammy Ampersand, et le groupe, Tammy and the Amps. Finalement, le groupe s'appelle simplement The Amps.

### Enregistrements et tournées

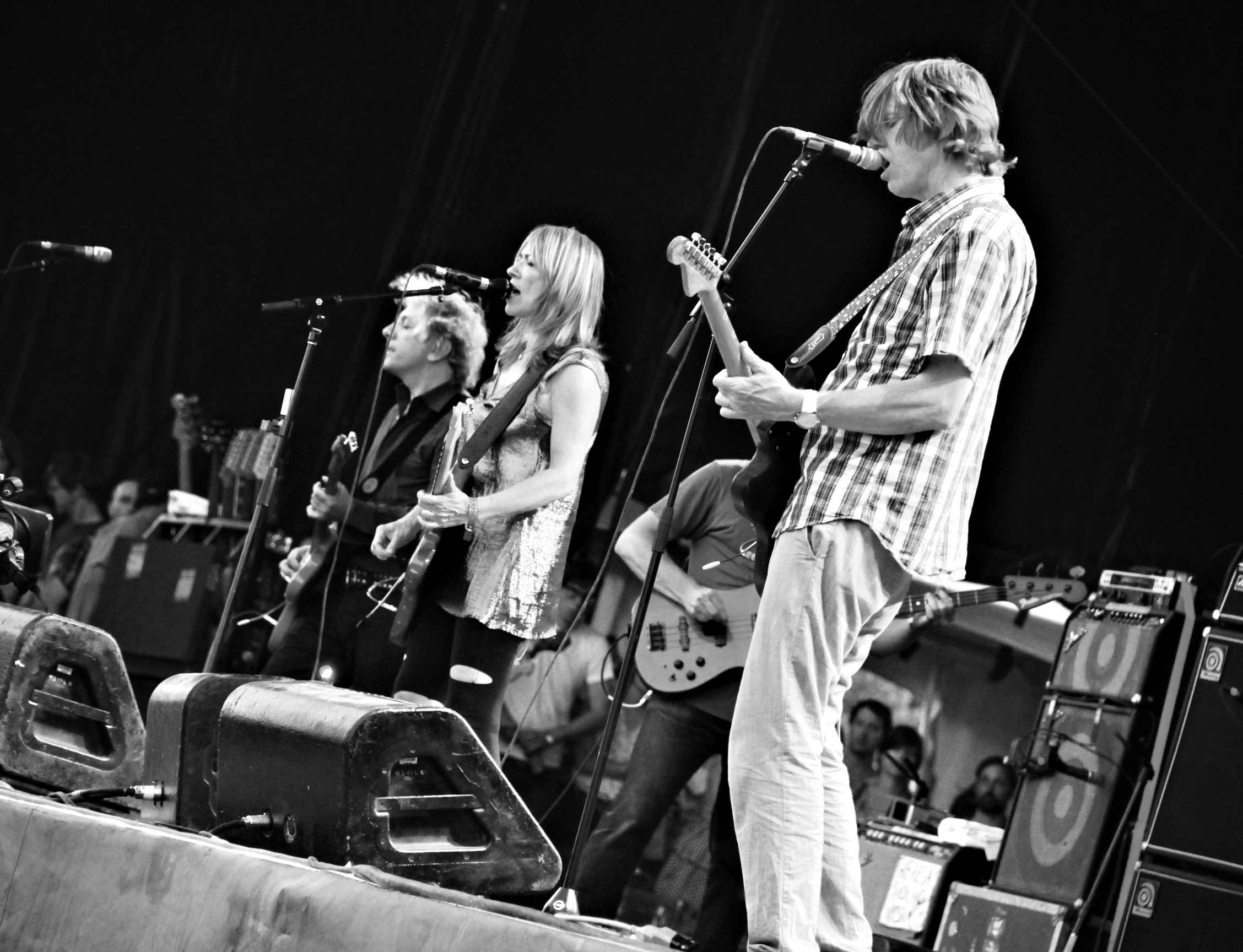
The Amps tourne avec Sonic Youth à la fin 1995.

The Amps publie un album, Pacer, qui est enregistré dans différents studios. La première session, au Easley McCain Recording Studios de Memphis, est mixée par Davis McCain et Doug Easley. Ici, Deal enregistre de nouvelles chansons, dont ce que deviendra le single Tipp City issu de Pacer,. Après cette session aux Easley Studios, l'enregistrement de Pacer continue à six différents autres endroits, dont des studios de Chicago, Los Angeles, Dublin, et dans la ville natale de Deal, Dayton (Ohio). Les ingénieurs-son Steve Albini, John Agnello, Bryce Goggin et autres, ont aidé à ces sessions. Pacer est publié en octobre 1995.
The Amps tournent entre 1995 et 1996. Leurs premières performances, avant la sortie de Pacer, comprennent des concerts en juin 1995 à Dayton : un avec Poster Children et l'autre avec Guided by Voices. Ils tournent avec Guided by Voices et Chavez au Royaume-Uni en septembre, dans des villes comme Londres, Glasgow, et Sheffield, et jouent un autre show avec Guided by Voices dans l'Ohio en octobre. The Amps effectue une série de concerts américains entre octobre et novembre avec Sonic Youth, incluant des shows à Détroit et Chicago avec Helium, à Seattle et Portland avec Bikini Kill, et à Los Angeles avec Mike Watt. Après ces concerts avec Sonic Youth, The Amps tournent en Europe. En janvier 1996, ils jouent au festival Summersault en Australie. Cette année, The Amps tourne avec les Foo Fighters aux États-Unis, comme à Chicago (avec That Dog), Worcester, Massachusetts, et à Austin, au Texas (avec Jawbreaker). En 1995 ou 1996, ils jouent aussi avec Tasties, et Brainiac.

### Retour des Breeders
À la fin 1996, Deal change de nouveau le nom de son groupe pour The Breeders, à l'origine avec presque la même formation que celle des Amps. Dès lors, Deal attendra le retour de Wiggs et Kelley au sein des Breeders, et ne reformera pas le groupe en leur respect,. En mai 1996, Wiggs révèle qu'elle ne sera plus impliquée dans une activité directe au sein des Breeders ; Kelley choisit aussi de rester à Saint Paul, près de l'endroit où elle est en cure,. Deal décide de ne plus attendre de reformer le groupe, partiellement car le répertoire du groupe est plus large que celui des Amps,. Deal recrute Carrie Bradley au violon.
En 1998, Kelley part et Macpherson quitte le groupe, et vers 2000 Lerma et Farley partent aussi.

## Membres
- Kim Deal - guitare, chant
- Kelley Deal - guitare
- Nathan Farley - guitare
- Luis Lerma - basse
- Jim Macpherson - batterie

## Discographie
- 1995 : Tipp City (12")
- 1995 : Pacer

### Autres sources
- (en) « American certifications – Breeders, The », Recording Industry Association of America (version du 3 mars 2016 sur Internet Archive)
- (en) Matt Ashare, « The Amps: Kim's New Deal », Boston Phoenix, 21 décembre 1995 (version du 6 décembre 1998 sur Internet Archive)
- (en) Matt Ashare, « New Deal: The Breeders are back—sort of », Boston Phoenix, 27 mars 1997 (version du 17 novembre 1999 sur Internet Archive)
- (en) « The Amps: Pacer », 4AD (consulté le 13 février 2013)
- (en) Carrie Borzileo, « Popular Uprisings », Billboard, 11 novembre 1995 (consulté le 11 novembre 2013)
- (en) Roger Caitlin, « Here's The Deal: Kim Reforms The Breeders For National Tour », The Courant, 13 mars 1997 (consulté le 10 novembre 2013)
- (en) Dream Crist, « Smashing the Amps », The Chronicle, 8 novembre 1995 (version du 9 mars 2016 sur Internet Archive)
- (en) James Greer, « Guided By Voices – Trendspotter Acrobat » [archive du 19 mars 2012], North of Onhava: The Official Charterhouse of Jim Greer, 13 novembre 2011 (consulté le 19 décembre 2013)
- (en) Marc Hawthorne, « And now for a few words with Jim MacPherson », The Daily, 9 novembre 1995 (consulté le 14 juin 2013)
- (en) Greg Kot, « Foo Fighters' Show Exudes Exuberance », Chicago Tribune,‎ 1er avril 1996 (lire en ligne, consulté le 13 mars 2014)
- (en) « Jim Macpherson », GBVDB - Guided By Voices Database (consulté le 14 décembre 2013)
- (en) « Lightninghead to Coffee Pot », GBVDB - Guided By Voices Database (consulté le 15 décembre 2013)
- (en) « Motel of Fools », GBVDB - Guided By Voices Database (consulté le 15 décembre 2013)
- (en) « Nate Farley », GBVDB - Guided By Voices Database (consulté le 14 décembre 2013)
- (en) Amanda Petrusich, « Splashdown! The Breeders' Cannonball-like Re-entry », Spin, 15 mai 2013 (consulté le 15 mai 2013)
- (en) Heather Phares, « The Amps Biography », Allmusic (consulté le 4 février 2013)
- (en) « Post Office - Tipp City, OH, U.S.A. », GBVDB - Guided By Voices Database (consulté le 15 novembre 2013)
- (en) Bobby Power, « The Breeders' 'Last Splash' at 20: An interview with Kelley Deal », Cribnotes, 13 mai 2013 (consulté le 14 décembre 2013)
- (en) Ben Rayner, « Breeders reunite to celebrate 20th anniversary of Last Splash », Toronto Star, 10 mai 2013 (consulté le 14 décembre 2013)
- (en) Jude Rogers, « 'It used to be about music. Now, without the drink, it's good to go back to that' », The Guardian, 3 mai 2009 (consulté le 15 mai 2013)
- (en) Scott Sepich, « Lexo and the Leapers Biography », Allmusic (consulté le 14 décembre 2013)
- (en) « Shows », Posterchildren.com (consulté le 13 mars 2014)
- (en) Sarah Vowell, « Power Surge », Chicago Reader, 11 avril 1996 (consulté le 15 mars 2014)